# Kaźmierz

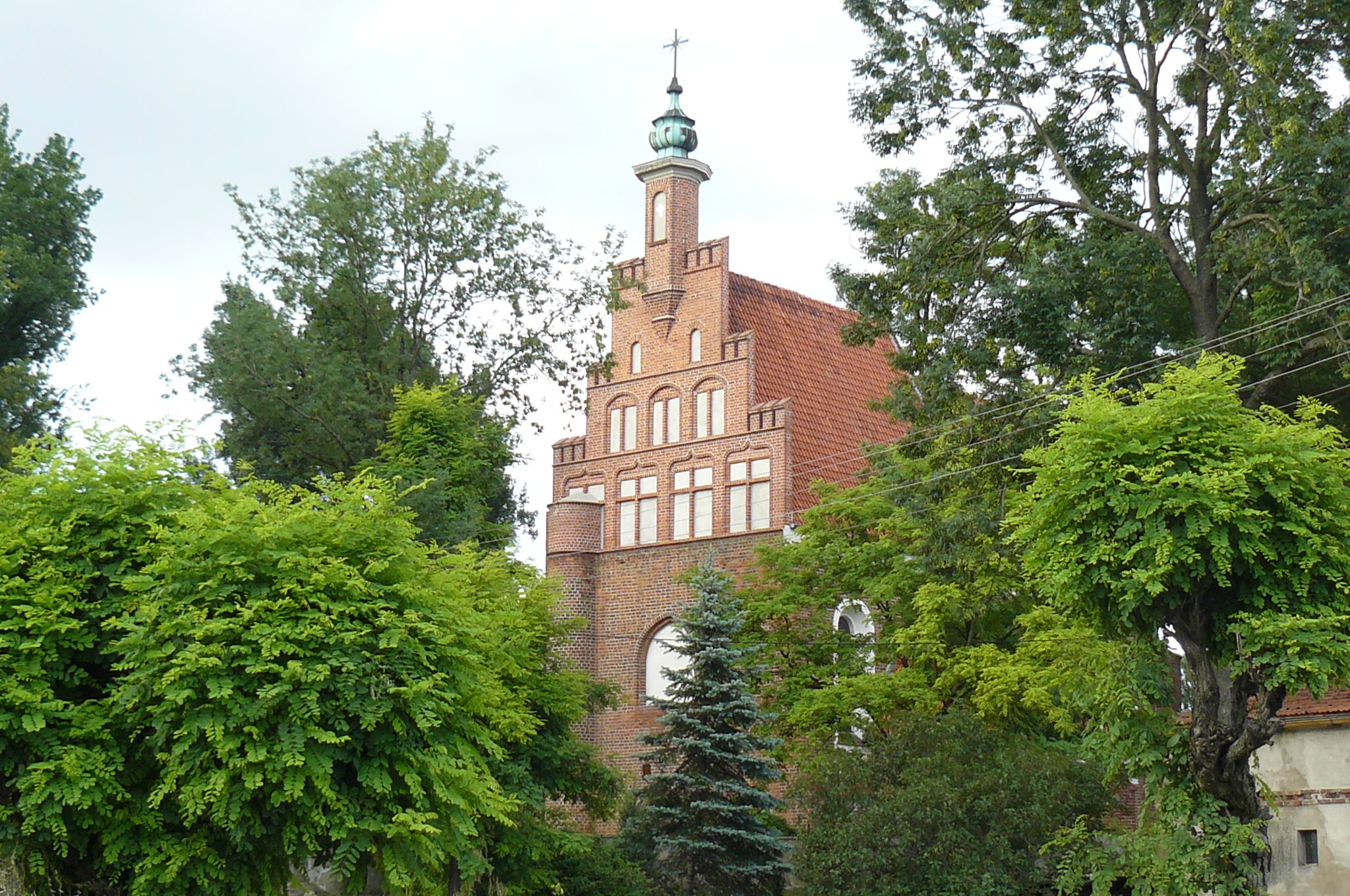
Kościół w Kaźmierzu

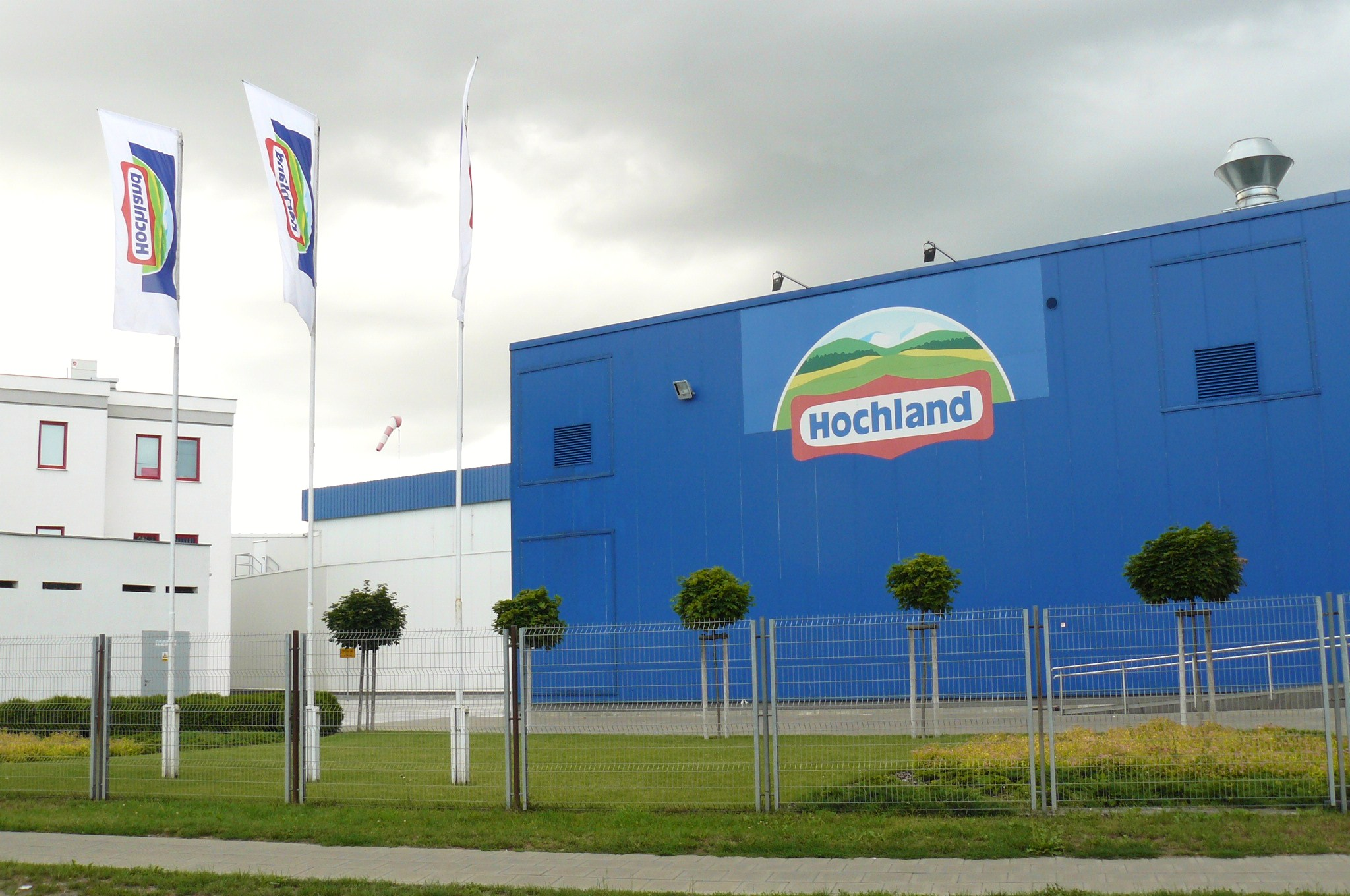
Fabryka serów Hochland

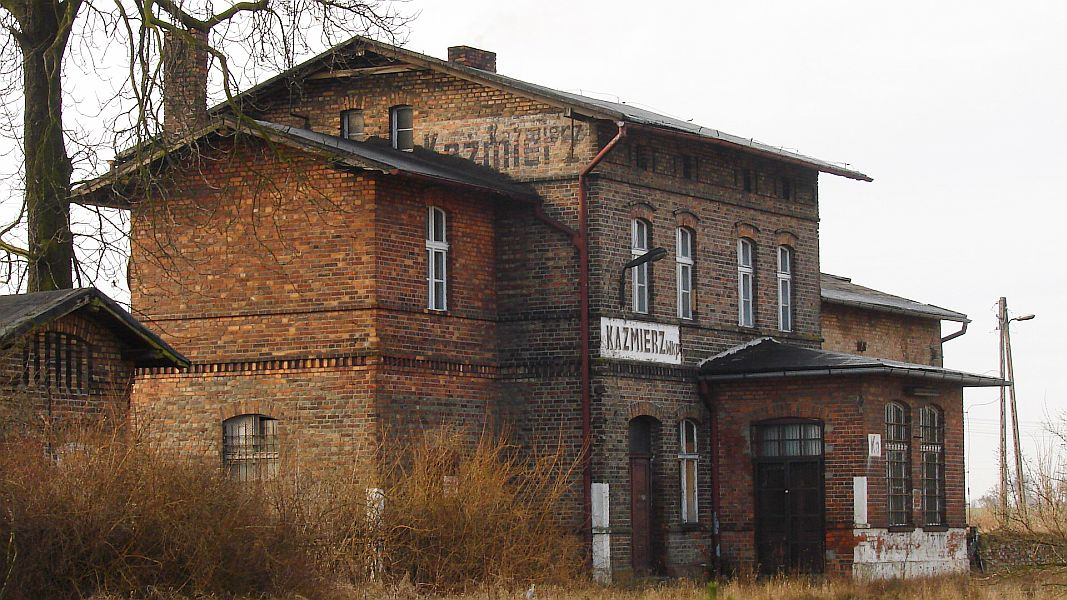
Dawny dworzec kolejowy

Kaźmierz (niem. Kasimirs) – wieś (dawniej miasto) w zachodniej Polsce, położona w województwie wielkopolskim, w powiecie szamotulskim, w gminie Kaźmierz, 20 km na północny zachód od Poznania, nad rzeką Samą. Miejscowość jest siedzibą gminy Kaźmierz. Składa się z dwóch części: Kaźmierza oraz Nowej Wsi.
Wieś leży na Pojezierzu Poznańskim.
W miejscowości znajdują się m.in.: fabryka serów topionych firmy „Hochland”, kościół parafialny pw. Narodzenia NMP, placówka pocztowa.
Kaźmierz uzyskał lokację miejską przed 1458 rokiem, zdegradowany przed 1825 rokiem.

## Nazwa
Nazwa miejscowości związana jest z dziejami Pięciu Braci Męczenników zwanymi też też Pięcioma Braćmi Polakami lub Pięcioma Braćmi Polskimi. Ośrodkiem kultu tych świętych jest Kazimierz Biskupi gdzie kult ten jest poświadczony przez polskiego historyka Jana Długosza w połowie XV wieku. Najszczegółowszą i najbardziej wiarogodną relacją o życiu Pięciu Braci jest jednak Żywot Pięciu Braci Męczenników napisany na przełomie 1005 i 1006 przez św. Brunona z Kwerfurtu. Mówi ona jednak wyraźnie, że pierwotny erem tych świętych znajdował się w roku 1005 na trasie pochodu wojsk cesarza Henryka II. Według tego świadectwa erem, w którym Niemcy dokonali zabójstwa Pięciu Braci, znajdował się na zachód od Poznania. W 1005 roku wojska cesarza przechodziły również przez opactwo w Międzyrzeczu. Tadeusz Wojciechowski postawił tezę, że erem oraz opactwo opisane przez Thietmara to ten sam klasztor.
Teza ta przyjęła się powszechnie w literaturze naukowej oraz w opinii powszechnej. Równolegle jednak z tą opinią przewijała się inna hipoteza wysunięta przez Wojciecha Kętrzyńskiego oraz Władysława Abrahama, mówiąca że pierwotną siedzibą eremitów przed reakcją pogańską z czasów króla polskiego Mieszka II był Kaźmierz koło Szamotuł. Wątek ten podjął w latach 90. polski historyk Gerard Labuda dowodząc, że nazwy Kazmir i Kazimirz występujące w dwóch rocznikach polskich i wywodzące się od zaginionego rocznika kapitulnego krakowskiego, pochodzą z tego jedenastowiecznego źródła. Również wg Labudy nazwy te odnoszą się do Kaźmierza koło Szamotuł, a nie do Kazimierz Biskupiego. Historyk ten przygotował także rozprawę na ten temat opartą na świadectwach złożonych przez starszych mieszkańców Kaźmierza na temat znanego w miejscowości lokalnego podania o zakonnikach, którzy mieszkali niegdyś w lesie koło Kaźmierza i ponieśli tam śmierć z rąk Niemców.
Po raz pierwszy miejscowość odnotowana została w łacińskim dokumencie z 1298 pod nazwą "Kazimirs", 1373 "Cazimirzs", 1382 (wg kopii XV wiecznej) "Kazimirz", 1386 "Kazimirz", 1395 "Kaszemyry", 1402 "Kaszimir", 1404 "Kasimirz", 1407 "Kazmyrz", 1412 "Caszimirsz", 1417 "Kaszymirzs, Kasymirzs", 1419 "Caszmirzs", 1420 "Kasimirsz", 1423 "Casymirz", 1428 "Caszimirs", 1430 "Kazymyrz", 1434 "Cazymyrzs", 1478 "Caszymyrzs", 1488-1492 "Kazymyrzs", 1493 "Cazymyr", 1494 "Kazimiria", 1499 "Cazimirz", 1507 "Cazimirs", 1508 "Kazymyrz", 1577 "Kazmierz".

## Historia
Miejscowość pierwotnie związana była z Wielkopolską i ma metrykę średniowieczną. Istnieje co najmniej od drugiej połowy XIII wieku.. Okolice były jednak zasiedlone znacznie wcześniej. Prowadzone badania archeologiczne wykazały trwającą około 10 tysięcy lat aktywność osadniczą w dolinie rzeki Samy i okolicach Jeziora Bytyńskiego. Przez teren gminy przechodził szlak wymiany handlowej, tzw. szlak bursztynowy. Prowadzone badania wskazują na wcześniejszą około 200-letnią metrykę miasta jako ośrodka wczesnośredniowiecznego.
Wieś była początkowo własnością szlachecką należącą do wielkopolskiej szlachty z rodu Świdwów Szamotulskich herbu Nałęcz, a później także do Górków herbu Łodzia oraz Niegodewskich, Moszczenickich i Niegolewskich. W 1445 leżała w powiecie poznańskim województwa poznańskiego w Koronie Królestwa Polskiego. W 1298 odnotowana jako siedziba własnej parafii w archidiakonacie poznańskim, a w 1510 leżała w dekanacie Oborniki.
Pierwsze zachowany zapis historyczny dotyczący miejscowości, pochodzi z XIV wiecznych źródeł kościelnych i podaje, że w 1298 Andrzej Zaremba biskup poznański dzieląc dotychczasowy archidiakonat poznański na trzy archidiakonaty zaliczył m.in. kościół w Kaźmierzu do archidiakonatu większego czyli poznańskiego. Wieś Kaźmierz stała się miastem w drugiej połowie XIV wieku. W 1384 odnotowane zostało jako "oppidum", a w 1386 wspomniano mieszczan kaźmierskich.
W latach 1382-1398 jako właściciel w mieście odnotowany został kasztelan nakielski, a później gnieźnieński oraz wojewoda poznański w latach 1393-1405 Sędziwój Świdwa. Wspomniany on został w kilku XIV wiecznych dokumentach sądowych. W 1390 toczył on spór z kasztelanem starogrodzkim Mikołajem z Bytynia dziedzicem Bytynia, z którymi procesowali się również mieszczanie oraz kmiecie kaźmierscy.
Po Sędziwoju majątek odziedziczył jego syn kasztelan poznański Dobrogost z Szamotuł. W 1445 sprzedał on z zastrzeżeniem prawa odkupu swoim wnukom Janowi starszemu oraz Janowi młodszemu, a także ich siostrom przyrodnim Elżbiecie i Beacie córkom Zofii Świdwy, miasto Kaźmierz wraz z młynem oraz z przedmieściem zwanym Nowa Wieś oraz z wsiami Gorszewice, Komorowo, Sarniewo i Boguszyce wraz z prawem korzystania na własne potrzeby z lasu w Boguszycach za ich dobra macierzyste połowę miasta Miłosław z należącymi do niego wsiami.
W 2. połowie XVI wieku miasto przechodziło w ręce rodu Górków, Niegodewskich, a jeszcze w 1793 r. Kaźmierz był miastem i należał do rodzin Moszczenickich i Niegolewskich. Prawa miejskie stracił na początku XIX wieku.
W latach 1954–1972 wieś należała i była siedzibą władz gromady Kaźmierz. W latach 1975–1998 miejscowość administracyjnie należała do województwa poznańskiego.

## Demografia
Według danych na dzień 31 grudnia 2017 roku miejscowość ma 4047 mieszkańców.
| Rok  | Liczba ludności |
| ---- | --------------- |
| 1970 | 1294            |
| 1988 | 1342            |
| 1999 | 1536            |
| 2009 | 3235            |

## Kościół
Z planu dawnego miasta zachował się podłużny rynek przy trakcie z Poznania do Szamotuł, z kościołem parafialnym pw. Narodzenia NMP z 1494 r. wzniesionym na miejscu drewnianego kościoła powstałego przed 1298 r. W 1515 r. dobudowano do kościoła kaplicę w formie nawy, a w 1934 – kaplicę grobową Skrzydlewskich.
W nawie głównej i kaplicy oraz prezbiterium kościoła do dziś zachowały się gotyckie gwieździste sklepienia. W pochodzącym z początku XVI w. późnorenesansowym ołtarzu głównym znajduje się późnogotycka rzeźba Matki Bożej z Dzieciątkiem wykonana około 1510 r. Dwa boczne ołtarze są w stylu renesansowym. W kościele znajduje się również zabytkowy obraz, namalowany na lipowej desce przedstawiający św. Annę Samotrzeć.

## Zabytki
- kościół późnogotycki z XV wieku
- zespół dworsko-parkowy z XIX-wiecznym pałacem w stylu neogotyku romantycznego
- budynki byłego dworca kolejowego z początku XX wieku
- zabytkowe kamienice przy rynku
- ratusz
- dworzec kolejowy
- XIX-wieczna „Stara szkoła”